# Panellet de llavor de lotus
El panellet de llavor de lotus o pastís de llavor de lotus és un pastís xinès present a Hong Kong, Taiwan i la Xina. Pot classificar-se com un dim sum, encara que no ho siga exclusivament. Com el pastís té diverses aparences diferents, la massa canvia segons la qual es desitge obtenir. Sol preparar-se amb ingredients semblants al del cha siu baau.